# Би-2 (альбом)
«Би-2» — второй студийный альбом группы «Би-2». Был записан в австралийской «Toyland Studio» в течение 1998 года, выпущен в 2000 году. Тираж издания составил 400 000 экземпляров.
Изначально музыканты планировали его назвать «...И корабль плывёт», однако издатель настоял на другом варианте. Однако в 2016 году первоначальный вариант под названием «...И корабль плывёт» всё же был издан на CD и LP.
Успех группе и альбому принесла песня «Полковнику никто не пишет».

## История записи
В январе 1991-го года Шура Би-2 уезжает в Израиль. В 1992-м году в Израиль переезжает Лёва Би-2. В период 1992-1993 годов были написаны песни: «Восток», «Неверный друг», «Когда корабль твой уплыл», «Бесси», «С тобой».
В 1993 году Шура Би-2 уезжает в Австралию. Лёва Би-2 остался в Израиле, вместе с Игорем Рубинштейном сочинял песни и отсылал Шуре демозаписи. Шура тем временем собирал новую группу «Шура Би-2 и сотоварищи» и одновременно играл в проекте Chiron. До приезда в Австралию Лёва написал песни «Сердце», «Никто не придёт», «Всё не так», «Серебро» и другие.
В 1998 году в Австралию приезжает Лёва Би-2. Сразу же после приезда Лёвы группа взялась за запись будущего альбома, на «Toyland Studio». Музыканты днями и ночами жили в студии, на момент записи главная часть альбома с избытком была сочинена.
По ходу действия за бортом оказываются песни, которые мы просто не доделали, потому что мы теряем к ним интерес в течение первых нескольких часов.Лёва Би-2
Количество конкретно мы решили, в альбоме будет 11 песен, всё. Что-то, может быть, мы не записываем, но сделаем позже.Шура Би-2
Демо-версия альбома состояла из девяти песен, среди которых были «Счастье», «Мой друг», «Варвара», «Восток», «Сердце», «Медленно схожу с ума», «И корабль плывёт», «Серебро». Впоследствии частично попала в неофициальный альбом «Партия дудок». В сентябре 1998 года альбом был готов.

## Список композиций
| №                   | Название                    | Длительность |
| ------------------- | --------------------------- | ------------ |
| 1.                  | «Полковнику никто не пишет» | 4:54         |
| 2.                  | «Варвара»                   | 5:00         |
| 3.                  | «Никто не придёт»           | 5:15         |
| 4.                  | «Мой друг»                  | 4:52         |
| 5.                  | «И корабль плывёт»          | 3:51         |
| 6.                  | «Восток»                    | 3:54         |
| 7.                  | «Сердце»                    | 5:08         |
| 8.                  | «Счастье»                   | 4:07         |
| 9.                  | «Деньги на ветер»           | 6:35         |
| 10.                 | «Медленно схожу с ума»      | 5:50         |
| 11.                 | «Серебро»                   | 4:25         |
| Общая длительность: | Общая длительность:         | 53:53        |

| №                   | Название             | Длительность |
| ------------------- | -------------------- | ------------ |
| 12.                 | «Серебро» (акустика) | 4:24         |
| Общая длительность: | Общая длительность:  | 58:17        |

Авторы музыки Лёва Би-2 и Шура Би- 2  Автор текстов (кроме9)-Лёва Би-2

## Участники записи
- Лёва Би-2 — вокал, гитара
- Шура Би-2 — гитара
- Виктория «Победа» Билоган — клавишные
- Peeter Woodrobe — бас
- Serge Petrone — ударные
- Михаил  Карасев -текст (9)

Сессионные музыканты:
- Adam Calatzis — сэмплы, акустические и midi-барабаны
- Adam Simmons — саксофоны
- Matt Sutherland — трубы